# Dendronephthya macrocaulis
Dendronephthya macrocaulis är en korallart som beskrevs av Henderson 1909. Dendronephthya macrocaulis ingår i släktet Dendronephthya och familjen Nephtheidae. Inga underarter finns listade i Catalogue of Life.